# George Takei

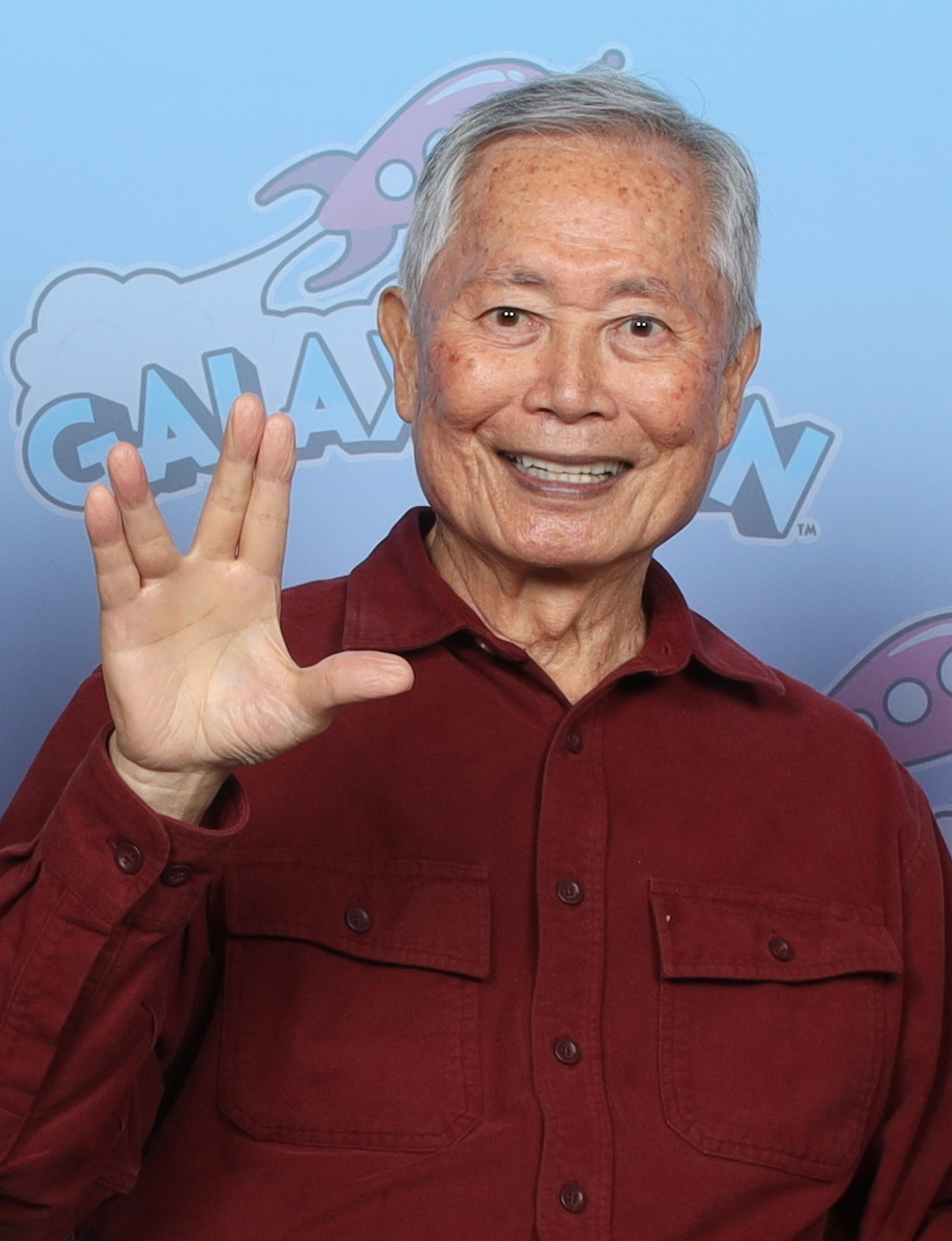
George Takei (2024)

George Hosato Takei (* 20. April 1937 in Los Angeles, Kalifornien) ist ein amerikanischer Film- und Fernsehschauspieler und politischer Aktivist. International bekannt wurde er durch die Rolle des Hikaru Sulu in der Star-Trek-Fernsehserie Raumschiff Enterprise und den nachfolgenden Kinofilmen. Der homosexuelle japanische Amerikaner setzt sich insbesondere für die LGBT-Bewegung ein, ist aber auch für seinen Einsatz gegen Rassismus bekannt.

## Leben
George Takei war zwischen seinem fünften und achten Lebensjahr als einer von über 120.000 japanischstämmigen Amerikanern während des Zweiten Weltkriegs als „Enemy Alien“ in einem Internierungslager inhaftiert. Eine Tante und ein Cousin starben beim Atombombenabwurf auf Hiroshima, ein anderer Cousin überlebte in einem Kinderlager auf dem Land. Seine Großmutter überlebte in einem zusammengestürzten Haus etwa 2000 Meter vom Epizentrum entfernt, konnte sich befreien und wurde 104 Jahre alt. Er wurde schon kurz nach seinem Schauspielabschluss an der University of California politisch aktiv. 1973 verpasste er nur knapp die Wahl in den Stadtrat von Los Angeles.
1965 wurde er von Produzent Gene Roddenberry für die Rolle des Lieutenant Hikaru Sulu in der Fernsehserie Star Trek engagiert. Da er wegen seines Engagements in dem Film Die grünen Teufel mit John Wayne für die Hälfte der zweiten Staffel abwesend war, wurde er in den betreffenden Folgen durch Walter Koenig in der Rolle des Pavel Chekov ersetzt. Die Rolle des Hikaru Sulu spielte Takei außer in den insgesamt drei Staffeln der Fernsehserie auch in mehreren Filmen der Star-Trek-Reihe.
George Takei verfasste mehrere Bücher. 1979 schrieb er gemeinsam mit Robert Lynn Asprin den Science-Fiction-Roman Mirror Friend, Mirror Foe. 1994 veröffentlichte er seine Autobiografie To the Stars, die 1997 auf Deutsch erschien unter dem Titel Zu den Sternen. In seinem 2012 erschienenen E-Book mit dem Titel Oh Myyy! – On Life, The Internet and Everything wendet sich Takei mit seinen Gedanken und Erfahrungen, vor allem aus den letzten Jahren als starker Nutzer sozialer Medien, an seine Fans. Im Jahr 2020 thematisierte Takei seine Zeit im Internierungslager mit der Graphic Novel They Called us Enemy.

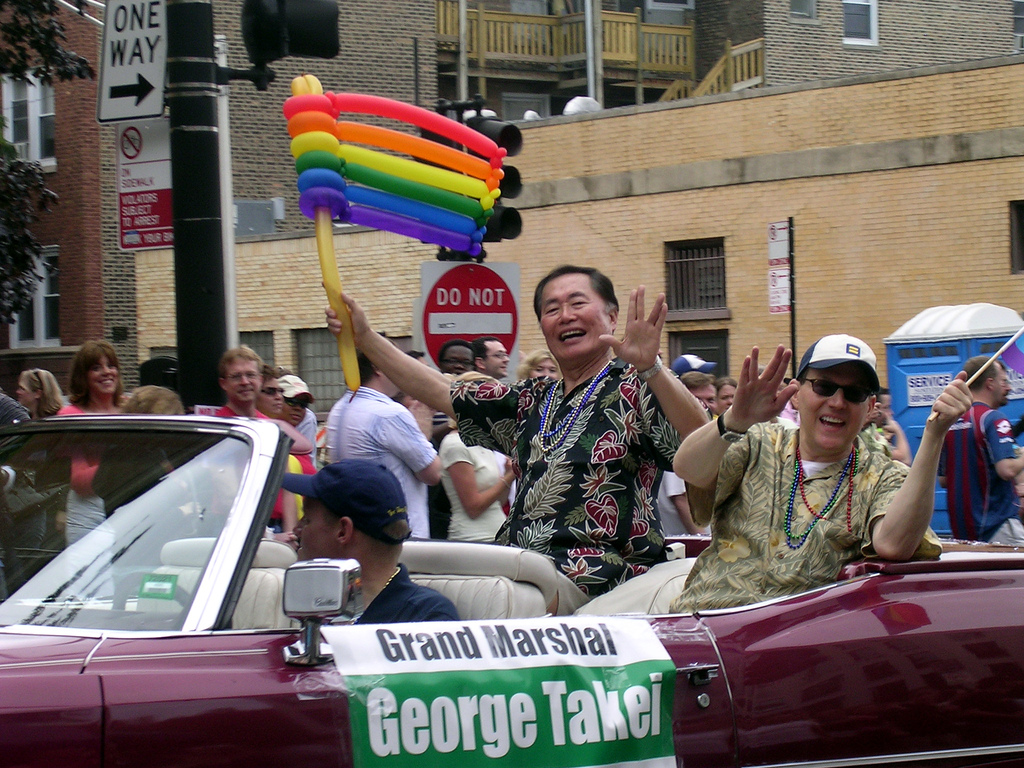
George Takei am Chicago Gay & Lesbian Pride 2006

Seit 1987 lebt Takei mit seinem Partner und Manager Brad Altman (* 1954, verheirateter Brad Takei) zusammen. Takeis Mutter verbrachte ihre letzten Jahre bei ihnen und wurde von beiden gepflegt. Im Oktober 2005, mit 68 Jahren, hatte er sein Coming-out, indem er sich in der Zeitschrift Frontiers zu seiner Homosexualität äußerte (die unter seinen Fans schon lange ein offenes Geheimnis war), um die Forderungen nach einer gleichgeschlechtlichen Ehe zu unterstützen. Am 14. September 2008 heiratete er Altman im Japanisch-Amerikanischen Nationalmuseum in Los Angeles vor einem buddhistischen Priester (Takei ist Buddhist). Möglich war dies, nachdem das Oberste Gericht von Kalifornien das Verbot für gleichgeschlechtliche Ehen aufgehoben hatte. Trauzeugen waren seine Kollegen Nichelle Nichols („Lieutenant Uhura“) und Walter Koenig („Navigator Pavel Chekov“).
Takei engagiert sich weiterhin für die Rechte von Homosexuellen. 2008 nahm Takei an der 8. Staffel der britischen Ausgabe des Reality-Fernsehformates I’m a Celebrity … Get Me Out of Here! teil, wo er hinter Martina Navratilova und dem Gewinner Joe Swash den dritten Platz belegte.
Takei wurde seit 2011 auch durch seine Facebook-Seite bekannt, auf der er täglich Bilder und Texte veröffentlicht, oft mit Bezügen zu Science-Fiction, Homosexualität oder Politik. Takeis Seite hatte im Jahr 2012 etwa 1,4 Millionen und im Oktober 2015 über 9 Millionen Abonnenten.

## Ehrungen und Auszeichnungen
- 1986 erhielt George Takei einen Stern auf dem Hollywood Walk of Fame.
- 1987 war er gemeinsam mit Leonard Nimoy für den Grammy nominiert in der Kategorie „Best Spoken Word or Non-Musical Recording“ für die Audio-Aufnahme der Romanadaption von Star Trek IV: The Voyage Home.
- 2004 erhielt er den Orden der Aufgehenden Sonne 4. Klasse für seine Verdienste um die US-amerikanisch-japanischen Beziehungen.[15]
- 2007 wurde der Asteroid Takei nach ihm benannt.[16]
- 2021 erhielt er den PENG! – Der Münchner Comicpreis in der Kategorie „Bester nordamerikanischer Comic“ für They Called us Enemy[17]
- Es existierte kurzzeitig die nach ihm benannte Kryptowährung „Takeicoin“.[18]
- 2021 wurde sein autobiographisches Werk They Called Us Enemy, das er gemeinsam mit Justin Eisinger, Steven Scott und Harmony Becker schrieb, von der Jugendjury für den Deutschen Jugendliteraturpreis nominiert.

## Filmografie (Auswahl)
- 1959: Perry Mason (Fernsehserie, Folge 3x04)
- 1960: Titanen (Ice Palace)
- 1960: Stoßtrupp Saipan (Hell to Eternity)
- 1960–1961: Hawaiian Eye (Fernsehserie, 4 Folgen)
- 1961: 1000 Meilen bis Yokohama (A Majority of One)
- 1963: Patrouillenboot PT 109 (PT 109)
- 1964: Twilight Zone (Fernsehserie, Folge 5x31)
- 1965: Morituri
- 1965: Rote Linie 7000 (Red Line 7000)
- 1966: Kobra, übernehmen Sie (Mission Impossible, Fernsehserie, Folge 1x10 The Carriers)
- 1966: Nicht so schnell, mein Junge (Walk Don’t Run)
- 1966: Mord aus zweiter Hand (An American Dream)
- 1966–1969: Raumschiff Enterprise (Star Trek, Fernsehserie, 53 Folgen)
- 1968: Die grünen Teufel (The Green Berets)
- 1970: Wo, bitte, geht’s zur Front? (Which Way to the Front?)
- 1973–1974: Die Enterprise (Star Trek: The Animated Series, Fernsehserie, 22 Folgen)
- 1974: Der Sechs-Millionen-Dollar-Mann (Fernsehserie, Folge 1x16 Der Feigling)
- 1976: Pazifikgeschwader 214 (Baa Baa Black Sheep, Fernsehserie, Folge 1x07 Up for Grabs)
- 1979: Star Trek: Der Film (Star Trek: The Motion Picture)
- 1982: Star Trek II: Der Zorn des Khan (Star Trek: The Wrath of Khan)
- 1984: Star Trek III: Auf der Suche nach Mr. Spock (Star Trek III: The Search for Spock)
- 1986: MacGyver (Fernsehserie, Folge 2x04 The Wish Child)
- 1986: Star Trek IV: Zurück in die Gegenwart (Star Trek IV: The Voyage Home)
- 1987: Miami Vice (Fernsehserie, Folge 3x20 By Hooker by Crook)
- 1989: Zurück vom River Kwai (Return from the River Kwai)
- 1989: Star Trek V: Am Rande des Universums (Star Trek V: The Final Frontier)
- 1990: Blutiger Schwur (Blood Oath)
- 1991: Star Trek VI: Das unentdeckte Land (Star Trek VI: The Undiscovered Country)
- 1993: American Samurai 2 (Live by the Fist)
- 1994: Alien Desperados (Oblivion)
- 1995: Kissinger and Nixon (Fernsehfilm)
- 1995: Badlands (Oblivion 2: Backlash)
- 1996: Star Trek: Raumschiff Voyager (Star Trek: Voyager, Fernsehserie, Folge 3x02 Flashback)
- 1998: Mulan (Stimme)
- 1998: Diagnose: Mord (Diagnosis Murder, Fernsehserie, Folge 6x06 Das Gutachten)
- 2003: DC 9/11: Time of Crisis (Fernsehfilm)
- 2003: Roddenberry on Patrol (Kurzfilm)
- 2003–2007: Kim Possible (Fernsehserie, 6 Folgen, Stimme für Sensei)
- 2004: The Eavesdropper
- 2004: Mulan 2 (Stimme)
- 2004: Scrubs – Die Anfänger (Scrubs, Fernsehserie, Folge 3x22 My Best Friend’s Wedding)
- 2006: Malcolm mittendrin (Malcolm in the Middle, Fernsehserie, Folge 7x14 Der perfekte Dad)
- 2006: Psych (Fernsehserie, Folge 1x08 Shawn vs. the Red Phantom)
- 2006: Will & Grace (Fernsehserie, Folge 8x18 Buy, Buy Baby)
- 2007: Immer wieder Jim (According to Jim, Fernsehserie, Folge 6x15 The Grill II, Stimme)
- 2007–2010: Heroes (Fernsehserie, 12 Folgen)
- 2008: Ninja Cheerleaders
- 2008: The Red Canvas
- 2008: American Summer
- 2008: Futurama: Bender’s Game (Stimme)
- 2008: Der große Buck Howard (The Great Buck Howard)
- 2008: Leg dich nicht mit Zohan an (You Don’t Mess with the Zohan)
- 2008: Command & Conquer: Alarmstufe Rot 3 (Computerspiel)
- 2009: Star Wars: The Clone Wars (Fernsehserie, Folge 1x14 Defenders of Peace, Stimme für Lok Durd)
- 2009: Bloodsport – The Red Canvas (The Red Canvas)
- 2010: Zack & Cody an Bord (The Suite Life on Deck, Fernsehserie, Folge 2x26 Starship Tipton)
- 2010: The Big Bang Theory (Fernsehserie, Folge 4x04 The Hot Troll Deviation)
- 2011: Larry Crowne
- 2012: Hawaii Five-0 (Fernsehserie, Folge 3x58 Steve Junior)
- 2011–2013: Supah Ninjas (Fernsehserie)
- 2013: Lost Girl (Fernsehserie, Folge 4x1 Engelram)
- 2014: To Be Takei (Dokumentarfilm)
- 2015: Entourage
- 2015: Hot in Cleveland (Fernsehserie, Folge 6x17)
- 2016: Kubo – Der tapfere Samurai (Kubo and the Two Strings, Stimme)
- 2017: Fresh Off the Boat (Fernsehserie, 2 Folgen)
- 2019: The Terror (Fernsehserie, 10 Folgen)
- 2021: Marvel’s Hit-Monkey (Fernsehserie, Stimme)
- 2022: Paws of Fury: The Legend of Hank (Stimme)
- 2022: Star Trek: Lower Decks (Fernsehserie, Folge 3x08, Stimme)
- 2023: Blue Eye Samurai (Animationsserie, 8 Folgen, Stimme)
- 2023: Gremlins – Secrets of the Mogwai (Fernsehserie, 5 Folgen, Stimme)
- 2024: Avatar – Der Herr der Elemente (Avatar: The Last Airbender, Fernsehserie, Folge 1x05, Stimme)

## Schriften
- Zu den Sternen. Die offizielle Autobiographie von George Takei, Star Treks Mr. Sulu. Heel Verlag, Königswinter 1997, ISBN 3-89365-581-6.
- mit Robert Asprin: Mirror Friend, Mirror Foe. Playboy, 1979, ISBN 0-87216-581-7.
- mit Justin Eisinger, Steven Scott & Harmony Becker (Illustration): They called us Enemy. Cross Cult Verlag 2020, ISBN (deutsch) 396658039X